# Florrie
Florence Ellen Arnold (Bristol; 28 de diciembre de 1988), más conocida como Florrie, es una cantante, compositora, modelo y baterista inglesa. Ha estado estrechamente asociada al equipo de productores de música house Xenomania. Desde que se unió a este proyecto musical como baterista en 2008, ha tocado en directo y grabado para artistas populares como Kylie Minogue, Girls Aloud y Pet Shop Boys.
En el 2010, comenzó su carrera en solitario. Ese mismo año causó una reacción positiva de la comunidad de música en línea gracias al lanzamiento de su primer material discográfico, en colaboración con remixers como Fred Falke para su descarga sin costo alguno. El EP de 4 canciones fue llamado Introduction. Un año más tarde lanzó otro EP de 6 canciones titulado Experiments. Varios críticos la han catalogado como la "estrella en ascenso que debes ver".

## Biografía

### Primeros años
Florence Arnold nació en Bristol, Inglaterra, el 28 de diciembre de 1988, donde asistió a la Colston's Girls' School. Su interés por tocar la batería comenzó en un viaje familiar a Grecia a la edad de seis años. En la adolescencia inició su propia banda, tocando covers de Avril Lavigne. También tuvo un trato con el productor musical Guy Chambers, tocando con unas cuantas bandas, mientras se mudaba a Londres teniendo diecisiete años.

### Carrera
Una reunión con el mánager de la cantante australiana Gabriella Cilmi llevó a Florrie a una exitosa audición como baterista en el houseband de Xenomania. En 2008 surgió su primer trabajo tocando en la canción "The Promise" de Girls Aloud. También coescribió "One Touch" para el dúo Mini Viva. El productor Bryan Higgins la animó a cantar una de las canciones que había escrito, lo que la impulsó a seguir su propia carrera musical. El remix "Call 911" hecho por Fred Falke había reportado más de mil descargas en todo el mundo después de sólo unos pocos días. Adicionalmente, su remix de "Panic Attack" se convirtió en el octavo más descargado de marzo de 2010 en la página web BIGSTEREO.
A mediados de 2010, Florrie fue anunciada como el rostro de la entonces nueva fragancia L'Elixir de la marca Nina Ricci. Participó en el anuncio para televisión realizando un cover modificado líricamente por ella misma de "Sunday Girl", canción de la banda estadounidense Blondie. También apareció en anuncios impresos tomados por Ruven Afanador.
Poco tiempo después, Florrie lanzó su EP debut, Introduction, el 15 de noviembre de 2010 a través de iTunes Store. Este EP contiene las canciones "Call of the Wild", "Give Me Your Love", "Summer Nights" y "Left Too Late". El material está disponible sin ningún costo a través de su página web oficial, así como en vinilos, limitados a 500 copias. Los blogs Popjustice, ArjanWrites.com, electronic rumors, Dödselectro y Sundtrak elogiaron la calidad de la música, su descarga gratuita y manifestaron su interés por sus futuros materiales discográficos. Otros han identificado su éxito gracias a la ayuda de las redes sociales y estrategias de marketing en línea. Florrie comentó en una entrevista a Ponystep:

"Creo que es importante tener ese contacto con los fans y para que sean capaces de comprar dentro de tu mundo o a ti como una persona sin ningún tipo de presión de alguna empresa [...] Es una mejor manera de hacerlo porque la gente puede sentir que te descubrieron en comparación con las grandes discográficas. Quiero que mis fans sientan que tienen algún tipo de propiedad."

El segundo EP de Florrie, Experiments, fue lanzado el 14 de junio de 2011 e incluyó las canciones "Speed of Light", "Experimenting with Rugs", "What You Doing This For?", "I Took a Little Something", "Begging Me" y "She Always Gets What She Wants". El primer sencillo, Begging Me, fue lanzado el 28 de abril de 2011. Aunque la canción "I Took a Little Something" tuvo un vídeo musical, Florrie más tarde aclaró que no es un vídeo musical, es algo más como un cortometraje de moda. El vídeo fue auspiciado por Dolce & Gabbana.
Un tercer EP, Late, fue lanzado el 31 de mayo de 2012 en iTunes Store. Florrie anunció en su página web el 23 de mayo de ese mismo año que firmaría un contrato con un sello discográfico importante, lo que hace de éste EP su lanzamiento final como artista independiente. El 24 de febrero de 2013, Florrie fue anunciada como el rostro de Vigoss para su campaña de primavera de 2013. Más tarde, Florrie apareció en el comercial de los auriculares Sony's XBA-C10, el cual se estrenó el 3 de abril de 2013 y que cuenta con la pista musical "Live a Little".
Su cuarto EP, Sirens, fue lanzado el 29 de abril de 2014.

### Estilo musical
En una entrevista con Ponystep, Florrie describe su estilo como "una gran mezcla: tipo años 60, orgánico con modernos ritmos pop y electrónicos". También dijo a Metro: "Crecí escuchando canciones de The Beatles por mi papá, pero amo la música electrónica, me gusta hacer cosas optimistas para hacer bailar a la gente".

## Discografía

### EP
- Introduction (15 de noviembre de 2010)

| Lista de canciones |                     |              |               |          |  |
| N.º                | Título              | Escritor(es) | Productor(es) | Duración |  |
| 1.                 | «Call of the Wild»  |              | Xenomania     | 3:19     |  |
| 2.                 | «Give Me Your Love» |              | Xenomania     | 3:53     |  |
| 3.                 | «Summer Nights»     |              | Xenomania     | 3:54     |  |
| 4.                 | «Left Too Late»     |              | Xenomania     | 4:17     |  |

- Experiments (14 de junio de 2011)

| Lista de canciones |                                  |              |               |          |  |
| N.º                | Título                           | Escritor(es) | Productor(es) | Duración |  |
| 1.                 | «Speed of Light»                 |              | Xenomania     | 4:38     |  |
| 2.                 | «Experimenting with Rugs»        |              | Xenomania     | 5:31     |  |
| 3.                 | «What You Doing This For?»       |              | Xenomania     | 4:40     |  |
| 4.                 | «I Took a Little Something»      |              | Xenomania     | 4:11     |  |
| 5.                 | «Begging Me»                     |              | Xenomania     | 4:04     |  |
| 6.                 | «She Always Gets What She Wants» |              | Xenomania     | 3:45     |  |

- Late (31 de mayo de 2012)

| Lista de canciones |                          |                                                                                        |               |          |  |
| N.º                | Título                   | Escritor(es)                                                                           | Productor(es) | Duración |  |
| 1.                 | «Shot You Down»          | Florrie Arnold, Brian Higgins, Jerry Bouthier, Miranda Cooper, Owen Parker, Toby Scott | Xenomania     | 3:43     |  |
| 2.                 | «I'm Gonna Get You Back» | Arnold, Higgins, Jason Resch, Kieran Jones, Luke Fitton, Scott, Sam Martin             | Xenomania     | 4:17     |  |
| 3.                 | «Every Inch»             | Arnold, Higgins, Fred Falke, Cooper, Niara Scarlett, Martin, Tim Deal, Scott           | Xenomania     | 4:31     |  |
| 4.                 | «To the End»             | Arnold, Annie Strand, Higgins, Fitton, Deal, Scott                                     | Xenomania     | 4:00     |  |

- Sirens (29 de abril de 2014)

| Lista de canciones |                                              |                                                                          |                        |          |  |
| N.º                | Título                                       | Escritor(es)                                                             | Productor(es)          | Duración |  |
| 1.                 | «Seashells»                                  | Arnold Higgins Deal Danny Shah Jennifer Milne-Skillman Dion Howell Scott | Xenomania              | 2:52     |  |
| 2.                 | «Free Falling»                               | Arnold Cooper Higgins Jon Shave Paul Woods Scott                         | Xenomania              | 2:39     |  |
| 3.                 | «Wanna Control Myself»                       | Arnold Cooper Higgins Shave Woods Scott                                  | Xenomania              | 3:32     |  |
| 4.                 | «Little White Lies» (Shadow Child Dub Remix) | Arnold Higgins Scott Wayne Hector Annie Yuill Roman Rappak               | Xenomania Shadow Child | 4:55     |  |
| 5.                 | «Seashells» (Preditah Remix)                 | Arnold Higgins Deal Shah Milne-Skillman Howell Scott                     | Xenomania Preditah     | 3:01     |  |

### Sencillos
- "Give Me Your Love" (2010)
- "Sunday Girl" (2010)
- "Begging Me" (2011)
- "Experimenting with Rugs" (2011)
- "I Took a Little Something" (2011)
- "Shot You Down" (2012)
- "Live a Little" (Promocional) (2013)
- "Seashells" (Promocional) (2014)
- "Free Falling" (2014)
- "Wanna Control Myself" (2014)
- "Little White Lies" (2014)
- "Too Young to Remember" (2015)
- "Real Love" (2016)
- "Blue" (2016)